# Communauté de communes Bugey-Vallée de l'Ain
La communauté de communes de Bugey-Vallée de l'Ain était une communauté de communes située dans l'Ain et regroupant dix communes.
Elle a fusionné le 1er janvier 2012 avec la communauté de communes de Pont-d'Ain, Priay, Varambon pour donner naissance à la communauté de communes des Rives de l’Ain - Pays du Cerdon.

## Composition
1. Boyeux-Saint-Jérôme
2. Cerdon
3. Challes-la-Montagne
4. Jujurieux
5. Labalme
6. Mérignat
7. Neuville-sur-Ain
8. Poncin
9. Saint-Alban
10. Saint-Jean-le-Vieux

## Compétences
- Collecte des déchets des ménages et déchets assimilés
- Traitement des déchets des ménages et déchets assimilés
- Politique du cadre de vie
- Protection et mise en valeur de l'environnement
- Action sociale
- Création, aménagement, entretien et gestion de zone d'activités industrielle, commerciale, tertiaire, artisanale ou touristique
- Action de développement économique (Soutien des activités industrielles, commerciales ou de l'emploi, soutien des activités agricoles et forestières...)
- Tourisme
- Construction ou aménagement, entretien, gestion d'équipements ou d'établissements culturels, socioculturels, socioéducatifs, sportifs
- Activités culturelles ou socioculturelles
- Schéma de cohérence territoriale (SCOT)
- Schéma de secteur
- Création et réalisation de zone d'aménagement concerté (ZAC)
- Aménagement rural
- Création, aménagement, entretien de la voirie
- Acquisition en commun de matériel
- NTIC (Internet, câble...)
- Autres

## Historique
- 21 décembre 2006 : Modification des compétences
- 29 décembre 2000 : Le bureau est composé de 10 membres dont le président et le vice-président
- 29 décembre 2000 : Le conseil de communauté est composé de 33 délégués titulaires et autant de suppléants
- 29 décembre 2000 : Extension des compétences (voir statuts)
- 26 juin 2000 : Modification des compétences optionnelles (voir statuts)
- 16 décembre 1998 : La communauté Bugey-vallée de l'Ain s 'est substituée à la CdeC Pays de Cerdon et vallée de l'Ain après dissolution de la CdeC Bugey Bords de l'Ain et dissolution du SIVOM du canton de Poncin

## Pour approfondir